# Verhaltensscoring
Der Begriff Verhaltensscoring (engl. behavioural scoring) bzw. Verhaltenspunktebewertung (auch Verhaltenspunktwertverfahren) ist ein Begriff aus der Wirtschaftswissenschaft. Es umfasst neben der Beurteilung der Kontoführung nach quantitativen und qualitativen Kriterien im Rahmen der unternehmensspezifischen Bonitätskriterien auch sogenannte Risiko- oder Frühindikatoren aus dem Kontoführungsverhalten. 

## Zweck
Aus verschiedenen Untersuchungen ist bekannt, dass sich Unternehmenskrisen häufig zuerst in der Entwicklung der Liquidität niederschlagen. Die Liquidität eines Unternehmens hat direkten Einfluss auf die Kontoführung. Somit werden in vielen Ratingsystemen dauerhafte Überziehungen über den bestehenden Kreditrahmen hinaus oder Darlehensrückstände sowie Scheck- und Lastschriftrückgaben und Wechselproteste als Warnsignale interpretiert.
Ein Verhaltensscoring kann bereits frühzeitig auf derartige Entwicklungen hinweisen und Gläubiger warnen.